# Gloria Mundi (pel·lícula de 2019)
Gloria Mundi és una pel·lícula dramàtica italo-francesa dirigida per Robert Guédiguian i estrenada el 2019. Ha estat subtitulada al català.

## Argument
Daniel surt de la presó on fa molts anys que està tancat i torna a Marsella. Sylvie, la seva exdona, li va advertir que era avi: la seva filla Mathilda acaba de donar a llum una petita Glòria. El temps ha passat, cadascú ha fet o refet la seva vida...
En venir a conèixer el nadó, en Daniel descobreix una família mixta que lluita per tots els mitjans per mantenir-se dempeus. Quan un cop del destí trenca aquest fràgil equilibri, Daniel, que no té res a perdre, farà tot el possible per ajudar-los.

## Repartiment
- Ariane Ascaride : Sylvie
- Jean-Pierre Darroussin : Richard
- Gérard Meylan : Daniel
- Anaïs Demoustier : Mathilda
- Robinson Stévenin : Nicolas
- Lola Naymark : Aurore
- Grégoire Leprince-Ringuet : Bruno
- Diouc Koma : Jackie
- Pascal Rénéric : el primer home
- Yann Trégouët: l'home d'emergència
- Adrien Jolivet: el cap de l'empresa de neteja
- Maximilien Fussen: Hassoun
- Géraldine Loup: la treballadora social
- Alice Lombard: la jove velada

## Banda sonora original
La música de Michel Petrossian deixa molt espai per a obres preexistents:
- Pavane pour une infante défunte, Maurice Ravel
- Ma mère l'Oye - Apothéose : le jardin féérique, Maurice Ravel
- Deux trois barres, AMG
- En attendant, Lossa
- Coming Up, The Spectre
- Kiss Me Goodnight, La Griffe, Pierre Terrasse
- Broken English, Marianne Faithfull

Pel que fa a l'escena d'obertura, de molts llocs, induïts per error pel mateix Guédiguian, atribueix la música a Bach, sense més detalls. De fet, prové de La Messa da Requiem de Giuseppe Verdi, un fragment de l'ofertori, dirigit per Arturo Toscanini.

## Crítica
La pel·lícula és molt popular entre la premsa, obté una mitjana de 4/5 a Allociné segons la interpretació de les ressenyes recollides pel lloc.

A Le Parisien li va encantar la pel·lícula i va dir que 
| « | El guió està fet d'acer temperat, suavitzat pel personatge de Daniel, profundament humà, tendrement commovedor, que busca recuperar-se escrivint poemes breus. Estem capturats, atrapats, embolcallats per la vida quotidiana d'aquest clan perseguit, brutalitzat, per una mena de maledicció que se li enganxa a la pell. | » |

Première també li va agradar molt la pel·lícula i va dir que 
| « | Per sobre d'aquesta humanitat ferida, hi ha la música inquietant de Ravel inspirada en un conte de Perrault. Tot es reprodueix i desreprodueix constantment. És magnífic. | » |

## Taquilla
- França :  332.385 entrades[9]

## Distincions
- 76a Mostra Internacional de Cinema de Venècia : Copa Volpi per la millor interpretació femenina per Ariane Ascaride[10]
- Festival de Cinema de Cabourg 2020 : Swann d'or a la millor pel·lícula[11]

## Sobre la pel·lícula
La pel·lícula és, entre altres coses, una denúncia de l'egoisme i les relacions opressives que es desenvolupen en la nostra societat capitalista, de la seva uberització. L'exergue de Gloria Mundi és: 
| « | L'alçada de la dominació s'aconsegueix quan el discurs dels amos és mantingut i recolzat pels esclaus. | » |

 l'autor de la qual és Guédiguian mateix, qui va fustiva el discurs macronià sobre els « primers de la corda ».
A l'inici de la pel·lícula, Guédiguian ret homenatge –a través d'imitacions i préstecs visuals i sonors– al curtmetratge Vie de Artavazd Pelechian (1993).